# Raymond Picard
Pour les articles homonymes, voir Picard (homonymie).
Raymond Picard est un universitaire français né près de Longwy le 6 août 1917 à Athus en Belgique et décédé le 5 septembre 1975 à Bligny,.

## Biographie
Raymond Picard est un ancien élève du lycée Henri-Poincaré à Nancy.
Spécialiste du théâtre de Jean Racine, auquel il a consacré une thèse en 1956, il est également connu pour s'être opposé à Roland Barthes et avoir, plus généralement, dénoncé ce qu'il considérait comme les « impostures » de la « nouvelle critique ». Ces positions peuvent être rapprochées de celles de l'universitaire René Pommier.
Raymond Picard a procuré la première édition, en deux volumes, des œuvres complètes de Racine dans la Bibliothèque de la Pléiade.
Raymond Picard eut de nombreux disciples, parmi lesquels Marc Fumaroli.
Marié, père de trois enfants, Raymond Picard était l'oncle de l'universitaire et écrivain Michel Picard et l'oncle par alliance du comédien Charles Berling.
Conformément à sa volonté, la messe de ses funérailles eut lieu en l'église Saint-Étienne-du-Mont, où repose la dépouille de Racine.

## Œuvres
- Les Prestiges, roman, Gallimard, 1947
- Œuvres complètes, théâtre -poésie, présentation, notes et commentaires par Raymond Picard, Paris, Gallimard, La Pléiade, 1950
- La Carrière de Jean Racine, Paris, Gallimard, 1956
- La Poésie française de 1640 à 1680, t. I, SEDES, 1964
- Nouvelle critique ou nouvelle imposture, Paris, J.-J. Pauvert, 1965
- Racine polémiste, Paris, J.-J. Pauvert, 1967
- La Poésie française de 1640 à 1680, t.II, SEDES, 1969
- Génie de la littérature française, 1600-1800, Hachette, 1970 - Prix Narcisse-Michaut de l’Académie française en 1971
- De Racine au Parthénon, essais sur la littérature et l'art à l'âge classique, NRF, Gallimard, 1977. Préface de Thierry Maulnier.